# Золотой орёл (кинопремия, 2008)
Национальная премия «Золотой орёл» за 2007 год — кинопремия, присужденная в 2008 году Национальной Академией кинематографических искусств и наук России с целью поддержания отечественного кинематографа, сохранения культурной самобытности и основ национального кинопроизводства, поощрения и пропаганды лучших произведений российского и зарубежного киноискусства.
Торжественная церемония вручения Национальной премии в области кинематографии «Золотой орёл» за 2007 год прошла 25 января 2008 года в Первом павильоне «Мосфильма».
Лауреаты премии «Золотой орёл» за 2007 год были определены накануне проведения торжественной Церемонии прямым тайным голосованием членов и членов-корреспондентов Академии.

## Отбор номинантов
На соискание премии в 20 номинациях рассматривались:
- Отечественные кинофильмы [комм 1], впервые показанные в России в период с 1 ноября 2006 года по 31 октября 2007 года.
- Отечественные сериалы и телефильмы, первый показ которых был завершен в период с 1 сентября 2006 года по 31 августа 2007 года.
- Зарубежные кинофильмы, выпущенные в прокат на территории Российской Федерации в период с 1 ноября 2006 года по 31 октября 2007 года.

Для отбора номинантов был сформирован экспертный совет, который рассмотрел игровые фильмы, а также неигровые фильмы, сериалы и телесериал, и предоставил рекомендательные списки. По данным спискам путём тайного голосования членами Академии были проведен отбор номинантов. Пять фильмов были выбраны в номинации «Лучший фильм» и по три номинанта во всех остальных номинациях.
Накануне торжественной церемонии был проведен второй этап тайного голосования для определения победителя в каждой из номинаций. Также, по решению Президиума Академии, вручены специальная премии.

## Список номинантов и лауреатов
★ Победители выделены отдельным цветом. 
| Номинация                                                   | Лауреаты и номинанты | Лауреаты и номинанты | Лауреаты и номинанты |
| ----------------------------------------------------------- | --- | --- | -------------------- |
| Лучший игровой фильм                                        | ★ «12» продюсеры: Никита Михалков, Леонид Верещагин; режиссёр: Никита Михалков                                              | ★ «12» продюсеры: Никита Михалков, Леонид Верещагин; режиссёр: Никита Михалков |                      |
| Лучший игровой фильм                                        | • «Артистка» продюсер: Екатерина Маскина; режиссёр: Станислав Говорухин                                                     | |                      |
| Лучший игровой фильм                                        | • «Простые вещи» продюсер: Роман Борисевич; режиссёр: Алексей Попогребский                                                  | |                      |
| Лучший игровой фильм                                        | • «Монгол» продюсеры: Сергей Сельянов, Сергей Бодров, Антон Мельник; режиссёр: Сергей Бодров                                | |                      |
| Лучший игровой фильм                                        | • «Путешествие с домашними животными» продюсеры: Сабина Еремеева, Игорь Толстунов; режиссёр: Вера Сторожева                 | |                      |
| Лучший телефильм или мини-сериал (до 10 серий включительно) | ★ «Ленинград» (4 серии) показ на Первом канале режиссёр: Александр Буравский                                                | ★ «Ленинград» (4 серии) показ на Первом канале режиссёр: Александр Буравский |                      |
| Лучший телефильм или мини-сериал (до 10 серий включительно) | • «Билет в гарем» (8 серий) показ на канале «Россия» режиссёр: Вадим Соколовский                                            | |                      |
| Лучший телефильм или мини-сериал (до 10 серий включительно) | • «На пути к сердцу» (10 серий) показ на Первом канале режиссёр: Абай Карпыков                                              | |                      |
| Лучший телевизионный сериал (более 10 серий)                | ★ «Завещание Ленина» (12 серий) показ на канале «Россия» режиссёр: Николай Досталь                                          | ★ «Завещание Ленина» (12 серий) показ на канале «Россия» режиссёр: Николай Досталь |                      |
| Лучший телевизионный сериал (более 10 серий)                | • «Девять жизней нестора Махно» (12 серий) показ на Первом канале режиссёр: Николай Каптан                                  | |                      |
| Лучший телевизионный сериал (более 10 серий)                | • «Кадетство» (40 серий) показ на СТС режиссёр: Сергей Арланов                                                              | |                      |
| Лучший неигровой фильм                                      | ★ «Рождённые в СССР. 21 год» режиссёр: Сергей Мирошниченко                                                                  | ★ «Рождённые в СССР. 21 год» режиссёр: Сергей Мирошниченко |                      |
| Лучший неигровой фильм                                      | • «Ребро. Портрет жены художника на фоне эпохи» режиссёры: Валерий Залотуха, Галина Леонтьева                               | |                      |
| Лучший неигровой фильм                                      | • «Юрий Арабов. Механика судьбы» режиссёр: Аркадий Коган                                                                    | |                      |
| Лучший анимационный фильм                                   | ★ «Гора самоцветов 3» режиссёры: Инга Коржнева, Михаил Алдашин и Марина Карпова, Леон Эстрин, Елена Чернова, Сергей Меринов | ★ «Гора самоцветов 3» режиссёры: Инга Коржнева, Михаил Алдашин и Марина Карпова, Леон Эстрин, Елена Чернова, Сергей Меринов |                      |
| Лучший анимационный фильм                                   | • «Смешарики» режиссёры: Джангир Сулейманов, Наталья Мирзоян, Роман Соколов, Олег Мусин                                     | |                      |
| Лучший анимационный фильм                                   | • «Уборная история — любовная история» режиссёр: Константин Бронзит                                                         | |                      |
| Лучшая режиссёрская работа                                  | | ★ Никита Михалков за фильм «12» |                      |
| Лучшая режиссёрская работа                                  | • Сергей Бодров за фильм «Монгол»                                                                                           | |                      |
| Лучшая режиссёрская работа                                  | • Алексей Попогребский за фильм «Простые вещи»                                                                              | |                      |
| Лучший сценарий                                             | | ★ Алексей Попогребский за фильм «Простые вещи» |                      |
| Лучший сценарий                                             | • Аркадий Красильщиков за фильм «Путешествие с домашними животными»                                                         | |                      |
| Лучший сценарий                                             | • Анна Меликян, Наталья Назарова за фильм «Русалка»                                                                         | |                      |
| Лучшая женская роль в кино                                  | | ★ Евгения Добровольская за роль Анны в фильме «Артистка» |                      |
| Лучшая женская роль в кино                                  | • Ксения Кутепова за роль Натальи в фильме «Путешествие с домашними животными»                                              | |                      |
| Лучшая женская роль в кино                                  | • Мария Шалаева за роль Алисы в фильме «Русалка»                                                                            | |                      |
| Лучшая женская роль на телевидении                          | | ★ Мария Порошина за роль Юли в телесериале «На пути к сердцу» |                      |
| Лучшая женская роль на телевидении                          | • Мира Сорвино за роль Кейт в телесериале «Ленинград»                                                                       | |                      |
| Лучшая женская роль на телевидении                          | • Ольга Сутулова за роль Нины Цветковой в телесериале «Ленинград»                                                           | |                      |
| Лучшая мужская роль в кино                                  | | ★ Никита Михалков, Сергей Маковецкий, Сергей Гармаш, Алексей Петренко, Валентин Гафт, Юрий Стоянов, Михаил Ефремов, Сергей Газаров, Виктор Вержбицкий, Алексей Горбунов, Роман Мадянов, Сергей Арцибашев за роли присяжных заседателей в фильме «12» |                      |
| Лучшая мужская роль в кино                                  | • Виктор Сухоруков за роль Никанора в фильме «Агитбригада „Бей врага!“»                                                     | |                      |
| Лучшая мужская роль в кино                                  | • Фёдор Бондарчук за роль Вернера в фильме «Тиски»                                                                          | |                      |
| Лучшая мужская роль на телевидении                          | | ★ Андрей Краско за роль полковника Марусева в сериале «Частный заказ» |                      |
| Лучшая мужская роль на телевидении                          | • Владимир Капустин за роль Варлама Шаламова в сериале «Завещание Ленина»                                                   | |                      |
| Лучшая мужская роль на телевидении                          | • Игорь Класс за роль Варлама Шаламова в старости в сериале «Завещание Ленина»                                              | |                      |
| Лучшая мужская роль на телевидении                          | • Богдан Ступка за роль Лейба Соломониака в сериале «Сонька Золотая Ручка»                                                  | |                      |
| Лучшая женская роль второго плана                           | | ★ Мария Аронова за роль Муси в фильме «Артистка» |                      |
| Лучшая женская роль второго плана                           | • Нина Русланова за роль рабочей сцены в фильме «Два в одном»                                                               | |                      |
| Лучшая женская роль второго плана                           | • Ия Саввина за роль Маргариты Алтаевой в фильме «Слушая тишину»                                                            | |                      |
| Лучшая мужская роль второго плана                           | | ★ Александр Абдулов за роль Саши Босякина в фильме «Артистка» |                      |
| Лучшая мужская роль второго плана                           | • Леонид Броневой за роль Журавлёва в фильме «Простые вещи»                                                                 | |                      |
| Лучшая мужская роль второго плана                           | • Дмитрий Дюжев за роль Сергея в фильме «Путешествие с домашними животными»                                                 | |                      |
| Лучшая операторская работа                                  | ★ Владимир Климов за фильм «Ленинград»                                                                                      | ★ Владимир Климов за фильм «Ленинград» |                      |
| Лучшая операторская работа                                  | • Владислав Опельянц за фильм «12»                                                                                          | |                      |
| Лучшая операторская работа                                  | • Олег Лукичев за фильм «Путешествие с домашними животными»                                                                 | |                      |
| Лучшая работа художника-постановщика                        | ★ Людмила Кусакова, Марат Ким за фильм «Волкодав из рода Серых Псов»                                                        | ★ Людмила Кусакова, Марат Ким за фильм «Волкодав из рода Серых Псов» |                      |
| Лучшая работа художника-постановщика                        | • Константин Мельников за фильм «1612»                                                                                      | |                      |
| Лучшая работа художника-постановщика                        | • Алим Матвейчук, Александр Бойм за фильм «Ленинград»                                                                       | |                      |
| Лучшая работа художника по костюмам                         | ★ Карин Лор за фильм «Монгол»                                                                                               | ★ Карин Лор за фильм «Монгол» |                      |
| Лучшая работа художника по костюмам                         | • Наталья Дзюбенко, Сергей Стручев за фильм «1612»                                                                          | |                      |
| Лучшая работа художника по костюмам                         | • Светлана Титова за фильм «Волкодав из рода Серых Псов»                                                                    | |                      |
| Лучшая музыка к фильму                                      | ★ Эдуард Артемьев за музыку к фильму «12»                                                                                   | ★ Эдуард Артемьев за музыку к фильму «12» |                      |
| Лучшая музыка к фильму                                      | • Алексей Рыбников за музыку к фильму «1612»                                                                                | |                      |
| Лучшая музыка к фильму                                      | • Юрий Потеенко за музыку к фильму «Ленинград»                                                                              | |                      |
| Лучший монтаж фильма                                        | ★ Андрей Зайцев, Энцо Меникони за фильм «12»                                                                                | ★ Андрей Зайцев, Энцо Меникони за фильм «12» |                      |
| Лучший монтаж фильма                                        | • Ольга Прошкина, Антон Мегердичев за фильм «Бой с тенью 2: Реванш»                                                         | |                      |
| Лучший монтаж фильма                                        | • Иван Лебедев за фильм «Простые вещи»                                                                                      | |                      |
| Лучшая работа звукорежиссёра                                | ★ Штефан Конкен за фильм «Монгол»                                                                                           | ★ Штефан Конкен за фильм «Монгол» |                      |
| Лучшая работа звукорежиссёра                                | • Сергей Сашнин за фильм «1612»                                                                                             | |                      |
| Лучшая работа звукорежиссёра                                | • Андрей Худяков за фильм «Путешествие с домашними животными»                                                               | |                      |
| Лучший зарубежный фильм в российском прокате                | ★ «Королева» (The Queen) · режиссёр: Стивен Фрирз Великобритания США Франция Италия                                         | ★ «Королева» (The Queen) · режиссёр: Стивен Фрирз Великобритания США Франция Италия |                      |
| Лучший зарубежный фильм в российском прокате                | • «Апокалипсис» (Apocalypto) · режиссёры: Мэл Гибсон · США                                                                  | |                      |
| Лучший зарубежный фильм в российском прокате                | • «Вавилон» (Babel) · режиссёр: Алехандро Гонсалес Иньярриту · Франция США Мексика                                          | |                      |
| Специальные премии «Золотой орёл»                           | | ★ режиссёр, сценарист Владимир Наумов За выдающийся вклад в мировой кинематограф |                      |

## Комментарий
1. ↑  Под «отечественным фильмом» понимается фильм, удовлетворяющий требованиям федерального закона от 22.08.1996 № 123-ФЗ «О государственной поддержке кинематографии Российской Федерации» и «Положению о национальном фильме» Министерства культуры Российской Федерации[1].